# Abbie Brunies
Albert „Abbie“ Brunies (* 19. Januar 1900 in New Orleans, Louisiana; † 2. Oktober 1978 in Biloxi, Mississippi) war ein US-amerikanischer Jazz-Trompeter (Kornettist) und Bandleader des frühen New Orleans Jazz und Mitglied einer bekannten Familie von Jazzmusikern.

## Leben
Seine Brüder Henry (Posaunist), Merritt (Kornett, Posaune) und der Posaunist und Bandleader George Brunies waren ebenfalls Jazzmusiker. Mutter und Vater waren auch musikalisch und gründeten mit den Kindern eine Familienband. Er wurde wie andere Familienmitglieder von Papa Jack Laine unterrichtet und fand bald Arbeit als Musiker, dem Beispiel seiner älteren Brüder Henry und Merritt folgend. In seiner Nachbarschaft wohnten auch viele später bekannte Jazzmusiker des New Orleans Jazz, der damaligen Rassentrennung gemäß überwiegend mit europäischem Hintergrund. Häufig waren sie auch Schüler von Papa Jack Laine. Um 1920 erhielt er das Angebot des Schlagzeugers Mike „Ragbaby“ Stevens nach Chicago zu kommen (wo er mit Tom Brown spielte), was er aber ausschlug, da es in New Orleans genug Arbeit gab.
Abbie Brunies spielte damals unter anderem in Bucktown, West End und Milneburg. Unter anderem spielte er mit dem Klarinettisten Charlie Cordella, dem Schlagzeuger Emmett „Buck“ Rogers (eigentlich J. Emmett McCloskey), dem Klavierspieler Mickey Marcour und dem Gitarristen Emile „Stalebread“ Lacoume. Seine Band mit Marcour, Lacoume und Rogers nannte sich New Orleans Jazz Babies wie zuvor eine Band seiner Brüder Merritt und Henry, die inzwischen die Stadt verlassen hatten und an die Abbie Brunies anknüpfen wollte. Unter anderem spielten sie im Halfway House, einer Art Roadhouse auf halber Strecke zwischen New Orleans und Lake Pontchartrain, das 1915 durch die Gebrüder Rabinsteiner (darunter Chris Rabinsteiner) eröffnet worden war und bis 1930 bestand (heutige Adresse 102 City Park Avenue). Es war ein beliebter Tanz-Treffpunkt an Wochenenden. Dort spielte seine Band, das als Halfway House Orchestra bekannt wurde, bis Februar 1927. In der Band spielten unter anderem Charlie Cordella, Mickey Marcour, Leon Rappolo, Banjo-Spieler Bill Eastwood, der Bassist Joe Loyacano (Kontrabass, Tuba, aber auch Altsaxophon, Posaune), Klarinettist Sidney Arodin und Schlagzeuger Leo Adde. Sie nahmen am 11. Januar 1925 für Okeh Records auf, die ab 1924 Aufnahmetouren nach New Orleans machten, Pussy Cat Rag (eine Komposition von Abbie Brunies, Cordella, Marcour) und Barataria (eine Komposition von Adde, Eastwood) auf. Es spielten Cordella, Marcour, Rappolo, Loyacano, Eastwood, Brunies und Adde. Am 25. September 1925 nahmen sie für Columbia Records Let Me Call You Sweetheart und Maple Leaf Rag auf und ebenso am 13. April 1926 (I’m In Love, It Belongs to You, Since You’re Gone, Snookum). Weitere Aufnahmen für Columbia entstanden im April und Oktober 1927 und im April 1928.
Sie traten auch in anderen Tanzlokalen auf, wie dem Metairie Inn in Bucktown, nannten sich dann aber nicht Halfway House Orchestra. Nach dem Ende der Engagements im Half Way tourten sie 1928 in Louisiana und hatten im Winter 1928/29 ein Engagement im angesagten Club (sie bezeichneten sich als coolsten (best-ventilierten) Club in New Orleans und waren während der Prohibition Speakeasy) New Silver Slipper in der Bourbon Street. Dort spielten zeitweise auch Irving Fazola und Sidney Arodin. Am 17. Dezember 1928 nahm die Band dort für Columbia Just Pretending und If I Didn’t Have You auf. Abbie Brunies spielte mehrere Jahre im Silver Slipper. Zu seinen Bandmitgliedern. Mit Beginn der Großen Depression 1930 musste er sein Orchester reduzieren und ab Ende der 1930er-Jahre arbeitete er als Werftarbeiter in New Orleans.
1945 zog er nach Biloxi, wo sein Bruder Merritt wohnte. Er hatte ein kleines Restaurant, in dem er selbst kochte, und war für seine Hamburger bekannt. Er spielte dort weiter mit seinen Brüdern im Dixieland Revival und nahm 1957 für Southland Records (gegründet vom Jazz-Promoter Joe Mares, einem Bruder von Paul Mares) mit der Brunies Brothers Dixieland Jazz Band auf, wobei er mit Merritt auch sang. Klarinettist war Jules Gallé (* 1903), der im klassischen New-Orleans-Stil spielte und zu der Zeit ein Kollege von Merritt Brunies bei der Polizei in Biloxi war.
Er liegt mit anderen Mitgliedern der Brunies Familie auf dem traditionsreichen Lafayette Nr. 1. Friedhof in New Orleans begraben.
Es gibt in der Brunies Familie auch einen Schlagzeuger „Little Abbie“ Brunies (1914–1955), auch Little Albert Brunies genannt. Er war ein Cousin der Brüder.